# 2313 Aruna
2313 Aruna è un asteroide della fascia principale del diametro medio di circa 15,54 km. Scoperto nel 1976, presenta un'orbita caratterizzata da un semiasse maggiore pari a 2,4571094 UA e da un'eccentricità di 0,1893478, inclinata di 1,83328° rispetto all'eclittica.
L'asteroide è dedicato ad Aruṇa, divinità della religione induista.